# Lijst van voetbalinterlands Italië - Montenegro
Deze lijst van voetbalinterlands is een overzicht van alle officiële voetbalwedstrijden tussen de nationale teams van Italië en Montenegro. De landen speelden tot op heden twee keer tegen elkaar. De eerste ontmoeting, een kwalificatiewedstrijd voor het Wereldkampioenschap voetbal 2010, werd gespeeld in Lecce op 15 oktober 2008. Het laatste duel, de returnwedstrijd in dezelfde kwalificatiereeks, vond plaats op 28 maart 2009 in Podgorica.

## Wedstrijden
| № | Plaats    | Datum           | Competitie           | Wedstrijd           | Uitslag |
| - | --------- | --------------- | -------------------- | ------------------- | ------- |
| 1 | Lecce     | 15 oktober 2008 | WK 2010 kwalificatie | Italië – Montenegro | 2 – 1   |
| 2 | Podgorica | 28 maart 2009   | WK 2010 kwalificatie | Montenegro – Italië | 0 – 2   |

## Samenvatting
| Competitie      | Totaal gespeeld | Winst Italië | Gelijk | Winst Montenegro | Doelsaldo Italië – Montenegro |
| --------------- | --------------- | ------------ | ------ | ---------------- | ----------------------------- |
| WK-kwalificatie | 2               | 2            | 0      | 0                | 4 − 1                         |
| Totaal          | 2               | 2            | 0      | 0                | 4 − 1                         |

## Details

### Eerste ontmoeting
| WK 2010 kwalificatie (Lecce, Italië, 15 oktober 2008): |              | |
| Italië | 2 – 1        | Montenegro |
| Alberto Aquilani 8' Alberto Aquilani 29' | goals        | 19' Mirko Vučinić |
| Marcello Lippi | bondscoach   | Zoran Filipović |
| Marco Amelia Gianluca Zambrotta Fabio Cannavaro Giorgio Chiellini Andrea Dossena 58' Gennaro Gattuso Daniele De Rossi Simone Pepe Alberto Aquilani 65' Antonio Di Natale 75' Alberto Gilardino | opstellingen | Vukašin Poleksić Savo Pavićević Milan Jovanović Radoslav Batak Jovan Tanasijević Simon Vukčević 88' Elsad Zverotić Nikola Drinčić 80' Branko Bošković Stevan Jovetić 90+1' Mirko Vučinić |
| Daniele Bonera 58' Simone Perrotta 65' Fabio Quagliarella 75' | wissels      | 80' Vladimir Božović 88' Mitar Novaković 90+1' Dejan Damjanović |
| Gennaro Gattuso 43' Marco Amelia 85' | gele kaarten | 9' Mirko Vučinić 21' Milan Jovanović 38' Jovan Tanasijević |

### Tweede ontmoeting
| WK 2010 kwalificatie (Podgorica, Montenegro, 28 maart 2009): |              | |
| Montenegro | 0 – 2        | Italië |
| | goals        | 11' (pen.) Andrea Pirlo 73' Giampaolo Pazzini |
| Zoran Filipović | bondscoach   | Marcello Lippi |
| Vukašin Poleksić Savo Pavićević Marko Baša Radoslav Batak Vladimir Božović Simon Vukčević 88' Milorad Peković 79' Nikola Drinčić Branko Bošković Stevan Jovetić Radomir Đalović 71' | opstellingen | Gianluigi Buffon Gianluca Zambrotta Fabio Cannavaro Giorgio Chiellini Fabio Grosso Angelo Palombo Daniele De Rossi Fabio Quagliarella 81' Andrea Pirlo 9' Antonio Di Natale 59' Vincenzo Iaquinta |
| Fatos Bećiraj 71' Nikola Vujović 79' Elsad Zverotić 88' | wissels      | 9' Simone Pepe 59' Giampaolo Pazzini 81' Matteo Brighi |
| Radoslav Batak 11' Milorad Peković 53' Savo Pavićević 81' | gele kaarten | 9' Angelo Palombo 18' Fabio Cannavaro |

FIGC · A-internationals · Selecties · Bondscoaches · Italiaans vrouwenelftal · Olympisch elftal · Italië U21 · Italië U20 · Italië U19 · Italië U18 · Italië U17 · Italië U16 · Vrouwen U17
1910 – 1919 ·
1920 – 1929 ·
1930 – 1939 ·
1940 – 1949 ·
1950 – 1959 ·
1960 – 1969 ·
1970 – 1979 ·
1980 – 1989 ·
1990 – 1999 ·
2000 – 2009 ·
2010 – 2019 ·
2020 − 2029
EK's: 1968 · 
1980 · 
1988 · 
1996 · 
2000 · 
2004 · 
2008 · 
2012 · 
2016 ·
2020 ·
2024
WK's: 1934 · 
1938 · 
1950 · 
1954 · 
1962 · 
1966 · 
1970 · 
1974 · 
1978 · 
1982 · 
1986 · 
1990 · 
1994 · 
1998 · 
2002 · 
2006 · 
2010 · 
2014
OS: 1912 · 
1920 · 
1924 · 
1928 · 
1936 · 
1948 · 
1952 · 
1960 · 
1984 · 
1988 · 
1992 · 
1996 · 
2000 · 
2004 · 
2008
1911 · 
1912 · 
1913 · 
1914 · 
1915 · 
1916 · 1917 · 1918 · 1919 · 
1920 · 
1921 · 
1922 · 
1923 · 
1924 · 
1925 · 
1926 · 
1927 · 
1928 · 
1929 · 
1930 · 
1931 · 
1932 · 
1933 · 
1934 · 
1935 · 
1936 · 
1937 · 
1938 · 
1939 · 
1940 · 
1941 · 
1942 · 
1943 · 1944 · 
1945 · 
1946 · 
1947 · 
1948 · 
1949 · 
1950 · 
1952 · 
1952 · 
1953 · 
1954 · 
1955 · 
1956 · 
1957 · 
1958 · 
1959 · 
1960 · 
1961 · 
1962 · 
1963 · 
1964 · 
1965 · 
1966 · 
1967 · 
1968 · 
1969 · 
1970 · 
1971 · 
1972 · 
1973 · 
1974 · 
1975 · 
1976 · 
1977 · 
1978 · 
1979 · 
1980 · 
1981 · 
1982 · 
1983 · 
1984 · 
1985 · 
1986 · 
1987 · 
1988 · 
1989 · 
1990 ·
1991 · 
1992 · 
1993 · 
1994 · 
1995 · 
1996 · 
1997 · 
1998 · 
1999 · 
2000 · 
2001 · 
2002 · 
2003 · 
2004 · 
2005 · 
2006 · 
2007 · 
2008 · 
2009 · 
2010 · 
2011 · 
2012 · 
2013 · 
2014 · 
2015 · 
2016 · 
2017 ·
2018 ·
2019 ·
2020 ·
2021 ·
2022 ·
2023 ·
2024
Albanië ·
Algerije ·
Argentinië ·
Armenië ·
Australië ·
Azerbeidzjan ·
België ·
Bosnië en Herzegovina ·
Brazilië ·
Bulgarije ·
Canada ·
Chili ·
China ·
Costa Rica ·
Cyprus ·
DDR ·
Denemarken ·
Duitsland ·
Ecuador ·
Egypte ·
Engeland ·
Estland ·
Faeröer ·
Finland ·
Frankrijk ·
Georgië ·
Ghana ·
Griekenland ·
Haïti ·
Hongarije ·
Ierland ·
IJsland ·
Israël ·
Ivoorkust ·
Japan ·
Joegoslavië ·
Kameroen ·
Kroatië ·
Liechtenstein · 
Litouwen ·
Luxemburg ·
Malta ·
Marokko ·
Mexico ·
Moldavië ·
Montenegro ·
Nederland ·
Nieuw-Zeeland ·
Nigeria ·
Noord-Ierland ·
Noord-Korea ·
Noord-Macedonië ·
Noorwegen ·
Oekraïne ·
Oostenrijk ·
Paraguay ·
Peru ·
Polen ·
Portugal ·
Roemenië ·
Rusland ·
San Marino ·
Saoedi-Arabië ·
Schotland ·
Servië ·
Servië en Montenegro ·
Slovenië ·
Slowakije ·
Sovjet-Unie ·
Spanje ·
Tsjechië ·
Tsjecho-Slowakije ·
Tunesië ·
Turkije ·
Uruguay ·
Venezuela ·
Verenigde Staten ·
Wales ·
Wit-Rusland ·
Zuid-Afrika ·
Zuid-Korea ·
Zweden ·
Zwitserland
Argentinië (1982) · 
Australië (2006) · 
België (2016) · 
België (2021) · 
Brazilië (1970) · 
Brazilië (1982) · 
Brazilië (1994) · 
Costa Rica (2014) · 
Duitsland (2006) · 
Duitsland (2012) · 
Engeland (2012) ·
Engeland (2014) ·
Engeland (2021) ·
Frankrijk (2000) · 
Frankrijk (2006) · 
Frankrijk (2008) · 
Ghana (2006) · 
Hongarije (1938) · 
Ierland (2012) · 
Joegoslavië (1968) · 
Kameroen (1982) · 
Kroatië (2012) · 
Nederland (2008) · 
Nieuw-Zeeland (2010) · 
Oekraïne (2006) · 
Oostenrijk (2021) · 
Paraguay (2010) · 
Peru (1982) · 
Polen (1982, 1) · 
Polen (1982, 2) · 
Roemenië (2008) · 
Spanje (2008) ·
Spanje (2012, 1) ·
Spanje (2012, 2) ·
Spanje (2016) ·
Spanje (2021) ·
Tsjechië (2006) · 
Turkije (2021) · 
Uruguay (2014) · 
Verenigde Staten (2006) · 
Wales (2021) · 
West-Duitsland (1982) · 
Zweden (2016) · 
Zwitserland (2021)
FSCG · A-internationals · Bondscoaches · Statistieken · Montenegrijns vrouwenelftal · Montenegro U21 · Montenegro U20 · Montenegro U19 · Montenegro U17 · Servië en Montenegro U19 · Servië en Montenegro U17
2003 – 2006** · 
2007 – 2009 · 
2010 – 2019 ·
2020 − 2029
EK 2008 · 
EK 2012 · 
EK 2016
WK 2006** · 
WK 2010 · 
WK 2014 · 
WK 2018
OS 2004** · 
OS 2008 · 
OS 2012 · 
OS 2016
2007 · 
2008 · 
2009 · 
2010 · 
2011 · 
2012 · 
2013 · 
2014 · 
2015 · 
2016 · 
2017 ·
2018 ·
2019 ·
2020 ·
2021 ·
2022 ·
2023
Albanië ·
Armenië ·
Azerbeidzjan ·
België · 
Bosnië en Herzegovina ·
Bulgarije ·
Colombia ·
Cyprus ·
Denemarken · 
Engeland ·
Estland ·
Finland ·
Georgië ·
Ghana ·
Gibraltar ·
Griekenland ·
Hongarije ·
Ierland ·
IJsland ·
Iran · 
Israël ·
Italië ·
Japan ·
Kazachstan ·
Kosovo ·
Letland ·
Libanon ·
Liechtenstein ·
Litouwen ·
Luxemburg ·
Moldavië ·
Nederland ·
Noord-Ierland ·
Noord-Macedonië ·
Noorwegen ·
Oekraïne ·
Oezbekistan ·
Oostenrijk ·
Polen ·
Roemenië ·
Rusland · 
San Marino ·
Servië ·
Slovenië ·
Slowakije ·
Tsjechië ·
Turkije ·
Wales ·
Wit-Rusland ·
Zweden ·
Zwitserland
Argentinië (2006) · 
Ivoorkust (2006) · 
Nederland (2006)
** - Onder de naam Servië en Montenegro